# Sacha Fenestraz

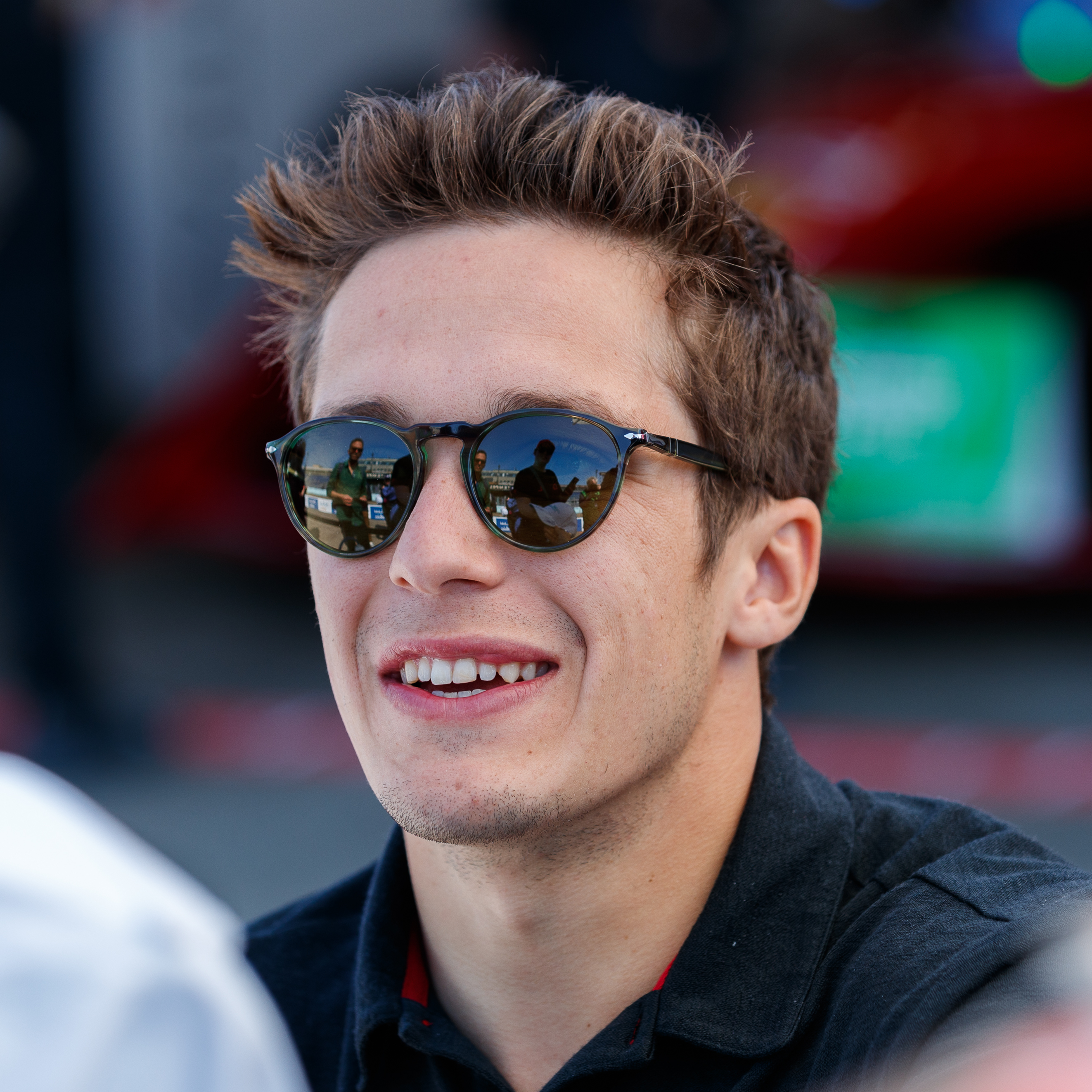
Sacha Fenestraz

Sacha Fenestraz (28 juli 1999) is een Frans-Argentijns autocoureur.

## Carrière
Fenestraz begon zijn autosportcarrière in het karting in 2006 in zowel Frankrijk als Argentinië. In 2015 maakte hij de overstap naar het formuleracing, waarbij hij zijn debuut maakte in het Franse Formule 4-kampioenschap. Hij won één race in het openingsweekend op het Circuit de Lédenon en twee op het Circuit de Pau, waarmee hij achter Valentin Moineault tweede werd in het kampioenschap met 253 punten. In het juniorkampioenschap won hij elf races en werd hier overtuigend kampioen met 384,5 punten.
In 2016 maakte Fenestraz de overstap naar de Formule Renault 2.0, waarin hij voor Tech 1 Racing een dubbel programma reed in zowel de Eurocup Formule Renault 2.0 als de Formule Renault 2.0 NEC. In de Eurocup won hij de race op het Circuit de Monaco en de seizoensfinale op het Autódromo do Estoril en eindigde op de vijfde plaats in het klassement met 119,5 punten. In het NEC won hij één race op de Hockenheimring en werd hier eveneens vijfde in de eindstand met 207 punten.
In 2017 bleef Fenestraz rijden in de Eurocup Formule Renault 2.0, waar hij de overstap had gemaakt naar het team Josef Kaufmann Racing. Met zeven overwinningen en 367,5 punten werd hij overtuigend kampioen in deze klasse. Ook reed hij in de helft van de races van de Formule Renault 2.0 NEC, waar hij vier races won en zesde werd in het kampioenschap met 108 punten. Tevens maakte hij dat jaar zijn Formule 3-debuut in het Europees Formule 3-kampioenschap in het raceweekend op de Nürburgring bij het team van Carlin, waarbij hij met een tiende plaats in de derde en laatste race een punt scoorde. Als afsluiter van het seizoen nam hij deel aan de Grand Prix van Macau voor Carlin, waarin hij zevende werd.
In 2018 kwam Fenestraz fulltime uit in de Europese Formule 3 en kwam opnieuw uit voor Carlin. Tijdens het eerste weekend op het Circuit de Pau-Ville behaalde hij direct zijn eerste overwinning in de klasse, maar hierna duurde het tot het zesde raceweekend op Silverstone tot hij weer op het podium stond. Tevens maakte hij aan het eind van dat seizoen zijn debuut in de GP3 Series als vervanger van Julien Falchero bij het team Arden International voor de laatste twee raceweekenden van het jaar.